# Holcocera inunctella
Holcocera inunctella é uma espécie de mariposa do gênero Holcocera pertencente à família Coleophoridae.